# Благородные газы
Благоро́дные га́зы (также ине́ртные или ре́дкие га́зы) — группа химических элементов со схожими свойствами: при нормальных условиях они представляют собой одноатомные газы без цвета, запаха и вкуса, с очень низкой химической реактивностью. К благородным газам относятся гелий (He), неон (Ne), аргон (Ar), криптон (Kr), ксенон (Xe) и радиоактивный радон (Rn). Формально к этой группе также причисляют недавно открытый оганесон (Og), однако его химические свойства почти не исследованы и скорее всего будут близки к свойствам металлоидов, таких как астат (At) и теллур (Te) .
В первых 6 периодах периодической таблицы химических элементов инертные газы относятся к последней, 18-й группе. Согласно старой европейской системе нумерации групп периодической таблицы, группа инертных газов обозначается VIIIA (главная подгруппа VIII-й группы, или подгруппа гелия), согласно старой американской системе — VIIIB; кроме того, в некоторых источниках, особенно в старых, группа инертных газов обозначается цифрой 0, ввиду характерной для них нулевой валентности. Возможно, что из-за релятивистских эффектов элемент 7-го периода 4-й группы флеровий обладает некоторыми свойствами благородных газов. Он может заменить в периодической таблице оганесон. Благородные газы химически неактивны и способны участвовать в химических реакциях лишь при экстремальных условиях.
Характеристики благородных газов объяснены современными теориями структуры атома: их электронные оболочки из валентных электронов являются заполненными, тем самым позволяя участвовать лишь в очень малом количестве химических реакций: известны всего несколько сотен химических соединений этих элементов.
Неон, аргон, криптон и ксенон выделяют из воздуха специальными установками, используя при этом методы сжижения газов и фракционированной конденсации. Источником гелия являются месторождения природного газа с высокой концентрацией гелия, который отделяется с помощью методов криогенного разделения газов. Радон обычно получают как продукт радиоактивного распада радия из растворов соединений этого элемента. 

## Химические свойства
Благородные газы не поддерживают горения и не возгораются при нормальных условиях. 
| №   | Элемент  | № электронов/электронной оболочки |
| --- | -------- | --------------------------------- |
| 2   | гелий    | 2                                 |
| 10  | неон     | 2, 8                              |
| 18  | аргон    | 2, 8, 8                           |
| 36  | криптон  | 2, 8, 18, 8                       |
| 54  | ксенон   | 2, 8, 18, 18, 8                   |
| 86  | радон    | 2, 8, 18, 32, 18, 8               |
| 118 | оганесон | 2, 8, 18, 32, 32, 18, 8           |

### Соединения
Инертные газы отличаются химической неактивностью (отсюда и название). Тем не менее, в 1962 году Нил Барлетт показал, что все они при определённых условиях могут образовывать соединения (особенно охотно со фтором). Наиболее «инертны» неон и гелий: чтобы заставить их вступить в реакцию, нужно применить много усилий, искусственно ионизируя каждый атом. Ксенон же, наоборот, слишком активен (для инертных газов) и реагирует даже при нормальных условиях, демонстрируя чуть ли не все возможные степени окисления (+1, +2, +4, +6, +8). Радон тоже имеет высокую химическую активность (по сравнению с лёгкими инертными газами), но он радиоактивен и быстро распадается, поэтому подробное изучение его химических свойств осложнено, в отличие от ксенона.
Оганесон, несмотря на его принадлежность к 18-й группе периодической таблицы, может не являться инертным газом, так как предполагается, что при нормальных условиях в силу релятивистских эффектов, влияющих на движение электронов вблизи его ядра с высоким зарядом, он будет находиться в твёрдом состоянии.

## Физические свойства
Инертные газы бесцветны, прозрачны и не имеют запаха и вкуса. В небольшом количестве они присутствуют в воздухе и некоторых горных породах, а также в атмосферах некоторых планет-гигантов и планет земной группы. Гелий является вторым (после водорода) по распространённости элементом во Вселенной, однако для Земли он является редким газом, который улетучился в космос во время образования планеты. Почти весь добываемый гелий является радиогенным продуктом происходящего в течение миллиардов лет в недрах Земли альфа-распада урана, тория и их дочерних элементов; лишь малая часть земного гелия сохранилась от эпохи образования Солнечной системы. Аналогично, по большей части радиогенным является и аргон, возникший в результате постепенного радиоактивного распада калия-40.
При нормальных условиях все элементы 18-й группы (кроме, возможно, оганесона) являются одноатомными газами. Их плотность растёт с увеличением номера периода. Плотность гелия при нормальных условиях примерно в 7 раз меньше плотности воздуха, тогда как радон почти в восемь раз тяжелее воздуха.
При нормальном давлении температуры плавления и кипения у любого благородного газа отличаются менее чем на 10 °C; таким образом, они остаются жидкими лишь в малом температурном интервале. Температуры сжижения и кристаллизации растут с ростом номера периода. Гелий под атмосферным давлением вообще не становится твёрдым даже при абсолютном нуле — единственный из всех веществ.

## Биологическое действие
Инертные газы не обладают химической токсичностью. Однако атмосфера с увеличенной концентрацией инертных газов и соответствующим снижением концентрации кислорода может оказывать удушающее действие на человека, вплоть до потери сознания и смерти. Известны случаи гибели людей при утечках инертных газов.
Ввиду высокой радиоактивности всех изотопов радона он является радиотоксичным. Наличие радона и радиоактивных продуктов его распада во вдыхаемом воздухе вызывает стохастические эффекты хронического облучения, в частности рак.
Инертные газы обладают биологическим действием, которое проявляется в их наркотическом воздействии на организм и по силе этого воздействия располагаются по убыванию в следующем порядке (в сравнении приведены также азот и водород): Xe — Kr — Ar — N2 — H2 — Ne — He. При этом ксенон и криптон проявляют наркотический эффект при нормальном барометрическом давлении, аргон — при давлении свыше 0,2 МПа (2 атм), азот — свыше 0,6 МПа (6 атм), водород — свыше 2,0 МПа (20 атм). Наркотическое действие неона и гелия в опытах не регистрируются, так как под давлением раньше возникают симптомы «нервного синдрома высокого давления» (НСВД).

## Применение
Лёгкие инертные газы имеют очень низкие точки кипения и плавления, что позволяет их использовать в качестве холодильного агента в криогенной технике. Жидкий гелий, который кипит при 4,2 К (−268,95 °C), используется для получения сверхпроводимости — в частности, для охлаждения сверхпроводящих обмоток электромагнитов, применяемых, например, для магнитно-резонансной томографии и других приложений ядерного магнитного резонанса. Жидкий неон, хотя его температура кипения (–246,03 °C) и не достигает таких низких значений как у жидкого гелия, также находит применение в криогенике, потому что его охлаждающие свойства (удельная теплота испарения) более чем в 40 раз лучше, чем у жидкого гелия, и более чем в три раза лучше, чем у жидкого водорода.
Гелий, благодаря его пониженной растворимости в жидкостях, особенно в липидах, используется вместо азота как компонент дыхательных смесей для дыхания под давлением (например, при подводном плавании). Растворимость газов в крови и биологических тканях растёт под давлением. В случае использования для дыхания обычного воздуха или других азотсодержащих дыхательных смесей это может стать причиной эффекта, известного как азотное отравление.
Благодаря меньшей растворимости в липидах, атомы гелия задерживаются клеточной мембраной, и поэтому гелий используется в дыхательных смесях, таких как тримикс и гелиокс, уменьшая наркотический эффект газов, возникающий на глубине. Кроме того, пониженная растворимость гелия в жидкостях тела позволяет избежать кессонной болезни при быстром всплытии с глубины. Уменьшение остатка растворённого газа в теле означает, что во время всплытия образуется меньшее количество газовых пузырьков; это уменьшает риск газовой эмболии. Другой инертный газ, аргон, рассматривается как лучший выбор для использования в качестве прослойки к сухому костюму для подводного плавания.
Аргон, наиболее дешёвый среди инертных газов (его содержание в атмосфере составляет около 1 %), широко используется при сварке в защитных газах, резке и других приложениях для изоляции от воздуха металлов, реагирующих при нагреве с кислородом (и азотом), а также для обработки жидкой стали. Аргон также применяется в люминесцентных лампах для предотвращения окисления разогретого вольфрамового электрода. Также, ввиду низкой теплопроводности, аргон (а также криптон) используют для заполнения стеклопакетов.
После крушения дирижабля «Гинденбург» в 1937 году огнеопасный водород был заменен негорючим гелием в качестве заполняющего газа в дирижаблях и воздушных шарах, несмотря на снижение плавучести на 8,6 % по сравнению с водородом. Несмотря на замену, катастрофа оказала непропорционально большое влияние на всю область герметичных летательных аппаратов легче воздуха и подорвала планы по расширению этой области авиации более чем на полвека. Они стали популярнее только в последнее время, с развитием нановолоконных тканей и альтернативной энергетики.

## Цвета и спектры благородных газов
| Форма                                   | Гелий                                                               | Неон                                                             | Аргон                                                                | Криптон                                                         | Ксенон                                                           |
| В колбе под действием электричества     | Glass tube shining violet light with a wire wound over it           | Glass tube shining orange light with a wire wound over it        | Glass tube shining purple light with a wire wound over it            | Glass tube shining white light with a wire wound over it        | Glass tube shining blue light with a wire wound over it          |
| В прямой трубке                         | Glass tube shining light red                                        | Glass tube shining reddish-orange                                | Glass tube shining purple                                            | Glass tube shining bluish-white                                 | Glass tube shining bluish-violet                                 |
| В трубках-литерах Периодической таблицы | Illuminated light red gas discharge tubes shaped as letters H and e | Illuminated orange gas discharge tubes shaped as letters N and e | Illuminated light blue gas discharge tubes shaped as letters A and r | Illuminated white gas discharge tubes shaped as letters K and r | Illuminated violet gas discharge tubes shaped as letters X and e |
| Спектр поглощения газа                  | Helium line spectrum                                                | Neon line spectrum                                               | Argon line spectrum                                                  | Krypton line spectrum                                           | Xenon line spectrum                                              |